# Sveti Sava
Sveti Sava (narodno ime Rastko Nemanjić; 1169. − Trnovo, Bugarska, 14. siječnja 1236.) je bio prvi srpski arhiepiskop, najmlađi sin Stefana Nemanje, brat kraljeva Vukana i Stefana Prvovenčanog svetac je Srpske pravoslavne crkve kao i nekolicine drugih pravoslavnih crkvi. Izborio se za samostalnost raške arhiepiskopije od Bizanta 1219. godine i postavio temelje današnje Srpske pravoslavne crkve.
U mladosti je od oca dobio Zahumlje na upravu. Međutim, pobjegao je na Svetu Goru i zaredio se u ruskom manastiru Svetog Pantelejmona. Kasnije je sa svojim ocem, koji se u međuvremenu zaredio i dobio ime Simeon, podigao manastir Hilandar, prvi i jedini srpski manastir na Svetoj Gori.
U Srbiji je ubrzo došlo do borbe za vlast između Savine braće. Zbog toga se Sava vratio u Srbiju i donio relikvije svoga oca, kako bi zaustavio građanski rat. Istovremeno se bavio prosvjetiteljskim radom, nastojeći približiti svojim sunarodnjacima osnove vjerske i svjetovne pouke, da bi se 1217. vratio na Svetu Goru. Godine 1219. Sava je od ekumenskog patrijarha u Niceji izborio autokefalnost srpske crkve, a patrijarh ga je imenovao za prvog srpskog arhiepiskopa. Ostao je arhiepiskop sve do 1233., da bi ga potom zamijenio njegov učenik Arsenije. Više puta je putovao u Palestinu. Na povratku s jednog od hodočašća iz Svete zemlje 1236. smrt ga je zatekla u tadašnjoj bugarskoj prijestolnici Trnovu. Njegove relikvije je u Manastir Mileševa prenio njegov nećak, kralj Vladislav Nemanjić.
Njegova najznačajnija pisana djela su „Žitije, spomen na pokojnog oca Stefana Nemanju (Simeona)“, „Karejski tipik“, „Hilandarski tipik“ i „Studenički tipik“, kao i „Nomokanon“.